# Roar
«Roar» (с англ. — «Рёв») — песня, записанная американской певицей Кэти Перри для её четвёртого студийного альбома Prism (2013). Композиция была написана Перри, Бонни МакКи. Продюсерами и соавторами также стали Макс Мартин и Лукаш Готвальд. Песня была издана в качестве первого сингла 10 августа 2013 года.
Песня получила положительные и смешанные отзывы музыкальных критиков. Многие обозреватели отмечали вдохновляющее звучание композиции, а другие хотя и довольно простой, но смысловой текст композиции. Сингл разошёлся множеством экземпляров по всему миру в первую неделю продаж, став восьмым хитом номер один Перри в чарте Billboard Hot 100. «Roar» также возглавлял чарты Австралии, Великобритании, Канады, Ирландии, Новой Зеландии.
Перри дала многочисленные выступления в поддержку сингла. Она выступила на закрытии церемонии MTV Video Music Awards 2013, на The X Factor и немецком шоу Schlag den Raab. «Roar» был номинирован в номинациях Песня года и Лучшее поп-сольное исполнение на церемонии «Грэмми».
Музыкальное видео на песню является первым женским видео набравшим на видеохостинге YouTube более 3 млрд просмотров, и по состоянию на май 2024 видео посмотрели более чем 4 млрд раз.

## Предыстория и релиз
Впервые Перри приступила к записи своего четвёртого студийного альбома в ноябре 2012 года, заявив, что запись была направлена на «мрачные» звуки. В 2013 году запись альбома продолжилась, а в апреле певица сообщила, что половина альбома уже записана. 9 августа сингл был слит в Интернет и Capitol Records экстренно выпустили песню в цифровую продажу за несколько дней до официального релиза.
29 июля 2013 года Перри сообщила, что её четвёртый студийный альбом Prism будет выпущен 22 октября, отправив большой золотой грузовик по улицам Лос-Анджелеса, имеющего дату релиза и название, напечатанное по сторонам. 2 августа она подтвердила, что первый и заглавный сингл «Roar» будет выпущен 12 августа, однако, в субботу, 10 августа, песня просочилась в Интернет, и позже в этот день был сделан её официальный дебют на радио. Этому будет способствовать радиостанции Clear Channel, проигрывая песню каждый час. Несмотря на многочисленные слухи, что песня будет выпущена в цифровом виде, Перри объявила в Твиттере, что релиз сингла остался в тот же день, как это планировалось первоначально, в полночь 12 августа. Песня также была обвинена в нарушении авторского права, в сравнении с песней «Brave» Сары Бареллис.

### Тизеры
Со второго августа Перри начала выпускать тизеры песни на своей странице VEVO. Первый тизер показал её горящий синий парик, который она носила в клипе 2010 года «California Gurls», а второй показал похороны её фирменного наряда. Третий тизер показал, как кошка ест птицу, а четвёртый, как она идёт в студию звукозаписи.

## Отзывы
Песня получила положительные и смешанные отзывы музыкальных критиков. Многие обозреватели отмечали общее звучание композиции, а другие критиковали текст композиции, поскольку чувствовали предсказуемость и наличие клише.
Мириам Коулман из Rolling Stone оценила «легкий попсовый бит» песни и её «повторяющиеся припевы» — факторы, которые, по её мнению, способствовали тому, что песня стала «определяющей нотой для нового альбома», дав 3,5 балла в своей рецензии.
Джеймс Монтгомери с MTV описал её как «одну из наиболее совершенных поп-песен». Геррик Д. Кеннеди из Los Angeles Times также дал положительный отзыв, назвав «Roar» как «милой и незабываемой конфеткой». Он также отметил вокальное исполнение Перри. Мелинда Ньюман из HitFix увидела в этой песне «смену темпа» для Перри, в то время как Эндрю Хэмпп из Billboard считал, что это возвращение к стилю её альбома One of the Boys, но раскритиковал её темп и текст, который «редко поднимаются выше простых клише и рифм». Сал Чинквемани из журнала Slant Magazine охарактеризовал песню как «скорее лай, чем рёв».

## Награды и номинации
| Год  | Организация                    | Награда                        | Результат | Ссылка |
| ---- | ------------------------------ | ------------------------------ | --------- | ------ |
| 2014 | NRJ Music Awards               | Favourite International Song   | Победа    | [ 13 ] |
| 2014 | ASCAP Pop Music Awards         | Most Performed Song            | Победа    | [ 14 ] |
| 2014 | Billboard Music Awards         | Top Hot 100 Song               | Номинация | [ 15 ] |
| 2014 | Billboard Music Awards         | Top Digital Song               | Номинация | [ 15 ] |
| 2014 | Billboard Music Awards         | Top Radio Song                 | Номинация | [ 15 ] |
| 2014 | Billboard Music Awards         | Top Streaming Song (Video)     | Номинация | [ 15 ] |
| 2014 | BMI Awards                     | Award Winning Song             | Победа    | [ 16 ] |
| 2014 | «Грэмми»                       | Песня года                     | Номинация | [ 17 ] |
| 2014 | «Грэмми»                       | Лучшее поп-сольное исполнение  | Номинация | [ 17 ] |
| 2014 | MTV Video Music Awards Japan   | Video of the Year              | Номинация | [ 18 ] |
| 2014 | MTV Video Music Awards Japan   | Best Female Video              | Номинация | [ 18 ] |
| 2014 | Nickelodeon Kids Choice Awards | Favourite Song                 | Номинация | [ 19 ] |
| 2014 | NRJ Music Awards               | International Song of the Year | Победа    | [ 20 ] |
| 2014 | People's Choice Awards         | Favorite Song                  | Победа    | [ 21 ] |
| 2014 | People's Choice Awards         | Favorite Music Video           | Победа    | [ 21 ] |
| 2014 | Premios Juventud               | Favourite Song Not In Spanish  | Номинация | [ 22 ] |
| 2014 | Radio Disney Music Awards      | Song of the Year               | Номинация | [ 23 ] |

### Итоговые списки
| Публикация           | Список                  | Результат |
| -------------------- | ----------------------- | --------- |
| Entertainment Weekly | 10 Best Singles of 2013 | 5         |
| Rolling Stone        | 100 Best Songs of 2013  | 18        |

## Коммерческий успех

### США
В Billboard Hot 100 песня дебютировала под номером 85 в конце недели 24 августа 2013 года из-за успешной трансляции по радио. На следующей неделе, в течение первой недели продаж, «Roar» была продана в количестве 557 000 цифровых копий, что принесло Перри самые высокие показатели продаж за первую неделю 2013 года, а также самую большую неделю продаж цифровых песен за всю историю, побив свой предыдущий рекорд, установленный «Firework», за неделю, закончившуюся 8 января 2011 года, было продано 509 000 цифровых копий. Песня взлетела на восемьдесят три позиции и заняла второе место за вторую неделю, став двенадцатой записью Перри, попавшей в первую десятку в Соединённых Штатах и её девятым синглом подряд, вошедшим в тройку лучших в Hot 100. После ещё одной недели на втором месте «Roar» заняла первое место в чарте от 4 сентября 2013 года, став восьмым чарттоппером номером один Перри в Hot 100 и девятым цифровым синглом номер один после продажи 448 000 копий. «Roar» провела в общей сложности две недели на первом месте, прежде чем его превзошла песня «Wrecking Ball» Майли Сайрус. На седьмой неделе песня переместилась со второго на первое место (159 миллионов прослушиваний) и стала шестой номером один Перри в чарте Billboard Hot 100 Airplay, а также стала её самым быстрым подъёмом на верхнюю позицию.
«Roar» также заняла первое место в американских чартах Mainstream Top 40 и Adult Pop Songs. Позиция номер один в чарте Pop Songs дала Перри её десятое место номер один, и она сравнялась с Рианной по количеству чарттопперов в этом хит-параде, основанном на радиотрансляции. Первое место в чарте Adult Pop Songs также принесло Перри несколько достижений; хит стал её восьмым лидером в этом чарте, и она сравнялась с Maroon 5 и Пинк по наибольшему количеству чарттопперов в этом хит-параде. Сингл также сделал самое быстрое восхождение на первое место; рекорд, ранее принадлежавший собственному синглу Перри «California Gurls» (2010). Он также установил рекорды трансляций по радио в обоих чартах, став самой прослушиваемой за неделю песней в истории, с 16 065 и 5 309 прослушиваниями в неделю соответственно.
Песня также заняла первое место в хит-парадах Adult contemporary chart и Hot Dance Club Songs. В дополнение к этому, трек также занял первое место в чартах On Demand и Streaming Songs с еженедельным показателем в 2,1 миллиона и 12 миллионов, соответственно. Тираж цифровых продаж «Roar» превысил 4 млн на 17-й неделе релиза, быстрее любой другой песни в цифровую эру. К концу 20123 года тираж превысил 4,41 млн продаж, став шестым бестселлером года. После этого Перри имеет 8 песен с продажами более чем 4 млн, включая «Firework» (7,3 млн), «Roar» (6,4 млн), «Dark Horse» (6,3 млн), «E.T.» (5,9 млн), «California Gurls» (5,8 млн), «Hot n Cold» (5.7 млн), «Teenage Dream» (4,9 млн) и «I Kissed A Girl» (4,7 млн), больше любого другого артиста.
В США тираж составил 6,600,000 копий к августу 2020 года и был сертифицирован в бриллиантовом статусе Recording Industry Association of America (RIAA) в июне 2017 года, сделав Перри первым музыкантом, имеющим 3 сингла с таким достижением.

### Другие страны
В Канаде 31 августа 2013 года «Roar» дебютировал на первом месте в Canadian Hot 100, и только за счёт цифровых загрузок. При этом она стала лишь одиннадцатой песней, дебютировавшей на первой строчке в чарте, а также третьим дебютом Перри номер один, сделав её артисткой с наибольшим количеством дебютов номер один в то время. Он также стал девятым номером один в рейтинге Canadian Hot 100 для Перри, разбив ничью, которую она разделила с Рианной по количеству лидеров в чартах. Он провёл пять недель не подряд на вершине чарта. «Roar» также возглавил цифровой хит-парад Canadian Digital Chart на три недели; став шестым номером один для Перри. В Мексике песня достигла первого места в англоязычном радиочарте Monitor Latino.
В Великобритании тираж составил 1,112,787 копий к сентябрю 2017 года.

## Живые выступления
Впервые песня была исполнена на MTV Video Music Awards 2013 в Нью-Йорке на специально сооруженной сцене, которая находилась возле Бруклинского моста. Выступление певицы закрывало церемонию.

## Список композиций
| №                   | Название              | Длительность |
| ------------------- | --------------------- | ------------ |
| 1.                  | «Roar»                | 3:42         |
| 2.                  | «Roar» (Instrumental) | 3:42         |
| Общая длительность: | Общая длительность:   | 7:24         |

## Чарты
| Чарты (2013)                                 | Место |
| -------------------------------------------- | ----- |
| Australia (ARIA Charts)                      | 1     |
| Austria (Ö3 Austria Top 40)                  | 1     |
| Belgium (Ultratip Flanders)                  | 1     |
| Belgium (Ultratip Wallonia)                  | 1     |
| Canada (Canadian Hot 100)                    | 1     |
| Czech Republic (IFPI)                        | 2     |
| Denmark (Tracklisten)                        | 1     |
| Finland (The Official Finnish Charts)        | 1     |
| France (IFPI)                                | 2     |
| Germany (Media Control AG)                   | 3     |
| Greece Digital Songs (Billboard)             | 2     |
| Ireland (IRMA)                               | 1     |
| Israel (Media Forest)                        | 1     |
| Italy (FIMI)                                 | 1     |
| Japan (Japan Hot 100)                        | 2     |
| Japan Adult Contemporary Airplay (Billboard) | 1     |
| Lebanon (Lebanese Top 20)                    | 2     |
| Luxembourg Digital Songs (Billboard)         | 3     |
| Mexican Anglo Chart (Monitor Latino)         | 1     |
| Netherlands (Dutch Top 40)                   | 1     |
| New Zealand (Recorded Music NZ)              | 1     |
| Norway (VG-lista)                            | 2     |
| Norway Digital Songs (Billboard)             | 2     |
| Portugal Digital Songs (Billboard)           | 1     |
| Slovakia (IFPI)                              | 1     |
| South Korea (Gaon Chart International)       | 1     |
| Spain (PROMUSICAE)                           | 1     |
| Sweden (Sverigetopplistan)                   | 3     |
| Switzerland (Swiss Hitparade)                | 1     |
| Великобритания (OCC UK Singles)              | 1     |
| US Hot 100 (Billboard)                       | 1     |
| US Adult Pop Songs (Billboard)               | 1     |
| US Pop Songs (Billboard)                     | 1     |
| US Adult Contemporary (Billboard)            | 2     |
| US Radio Songs (Billboard)                   | 1     |
| US Digital Songs (Billboard)                 | 1     |

## Сертификации
| Регион | Сертификация          | Продажи   |
| --- | --------------------- | --------- |
| Австралия (ARIA) | 15× Платиновый        | 1 050 000 |
| Австрия (IFPI Austria) | Платиновый            | 30 000*   |
| Бельгия (BEA) | Золотой               | 15 000*   |
| Канада (Music Canada) | 9× Платиновый         | 720 000   |
| Дания (IFPI Danmark) | Золотой               | 15 000^   |
| Дания (IFPI Danmark) · Streaming | 2× Платиновый         | 3 600 000 |
| Германия (BVMI) | 3× Золотой            | 450 000   |
| Италия (FIMI) | 2× Платиновый         | 60 000*   |
| Мексика (AMPROFON) | 2× Платиновый+Золотой | 150 000*  |
| Новая Зеландия (RMNZ) | 4× Платиновый         | 60 000*   |
| Норвегия (IFPI Norway) | 4× Платиновый         | 240 000   |
| Швеция (GLF) | 4× Платиновый         | 160 000   |
| Великобритания (BPI) | 3× Платиновый         | 1,112,787 |
| США (RIAA) | Бриллиантовый         | 6,600,000 |
| * Данные о продажах приведены только на основе сертификации. · ^ Данные о тиражах приведены только на основе сертификации. · Данные о продажах + прослушиваниях приведены только на основе сертификации. · Данные только о прослушиваниях приведены на основе сертификации. |                       |           |

## История релиза
| Страна | Дата            | Формат                  | Лейбл           |
| ------ | --------------- | ----------------------- | --------------- |
| США    | 10 августа 2013 | Top 40/Mainstream radio | Capitol Records |